# Илери, Гюрбей
Гюрбей Илери (тур. Gürbey İleri) (р. 13 февраля 1988 года, Стамбул, Турция) — турецкий актёр, получивший популярность благодаря тому, что исполнил роль шехзаде Мехмеда в сериале «Великолепный век» и Санджар-бея в сериале «Воскресший Эртугрул».

## Биография
Родился в 1988 году в Стамбуле. В юности успешно прошёл курсы актёрского мастерства. Закончил Бейкентский Университет. Первую популярность обрёл после съёмок в сериале «Arka Sıradakiler» в роли Керема. В 2008 году снялся в полнометражном фильме «Aiakta Gal» в роли Беркина. В 2012 году приглашен на роль повзрослевшего шехзаде Мехмеда в сериал «Великолепный век». Для этой роли специально набрал 8 кг веса и начал заниматься спортом. Также Гюрбей в восторге от того, что получил роль в одном проекте с Халитом Эргенчем, исполняющим роль Султана Сулеймана Великолепного.
В 2018 году Гюрбей Илери снялся в роли Санджар — бея в сериале «Воскресший Эртугрул».

## Личная жизнь
Встречался с актрисой Эзги Эюбоглу. Их знакомство состоялось на съемочной площадке сериала Мое сердце выбрало тебя в 2011 году. В 2013 году после двух лет отношений пара рассталась.

## Фильмография
| Год       |   | Русское название                                              | Оригинальное название   | Роль           |
| --------- | - | ------------------------------------------------------------- | ----------------------- | -------------- |
| 2007—2013 | с |                                                               | Arka Sıradakiler        | Керем          |
| 2008      | ф |                                                               | Aiakta Gal              | Беркин         |
| 2011      | ф | Моё сердце выбрало тебя                                       | Kalbim Seni Seçti       | Каан           |
| 2012—2013 | с | Великолепный век                                              | Muhtesem Yüzyil         | Шехзаде Мехмед |
| 2014—2015 | с | День, когда была предписана моя судьба (Любовь против судьбы) | Kaderimin Yazildigi Gun | Керем          |